# Podetium

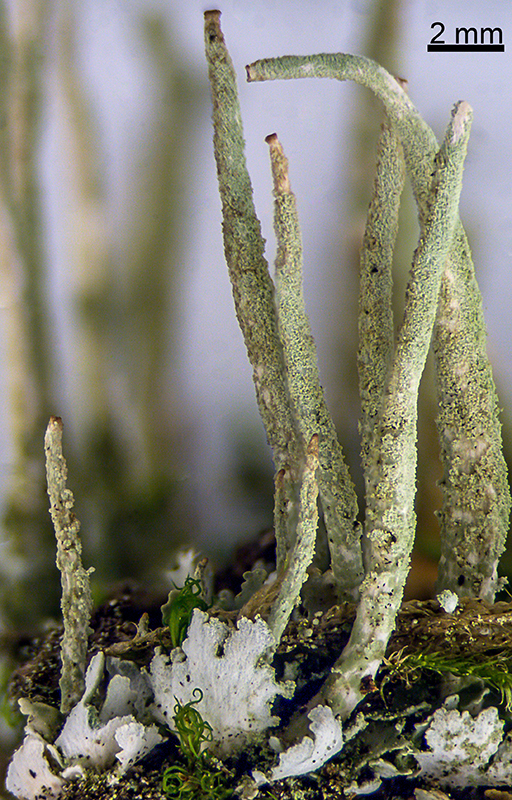
Smal bekermos met staafvormige podetiën.

Een podetium (meervoud: podetiën) is een rechtopstaand, hol deel van een (doorgaans struikvormig) korstmos. Een podetium groeit vanuit het primaire thallus. Podetiën kennen een grote morfologische verscheidenheid; vaak onderscheid men de hoofdvormen 'bekers', 'staven' en 'takken'. Podetiën komen vooral voor bij de soorten uit geslacht Cladonia.

## Fotogalerij

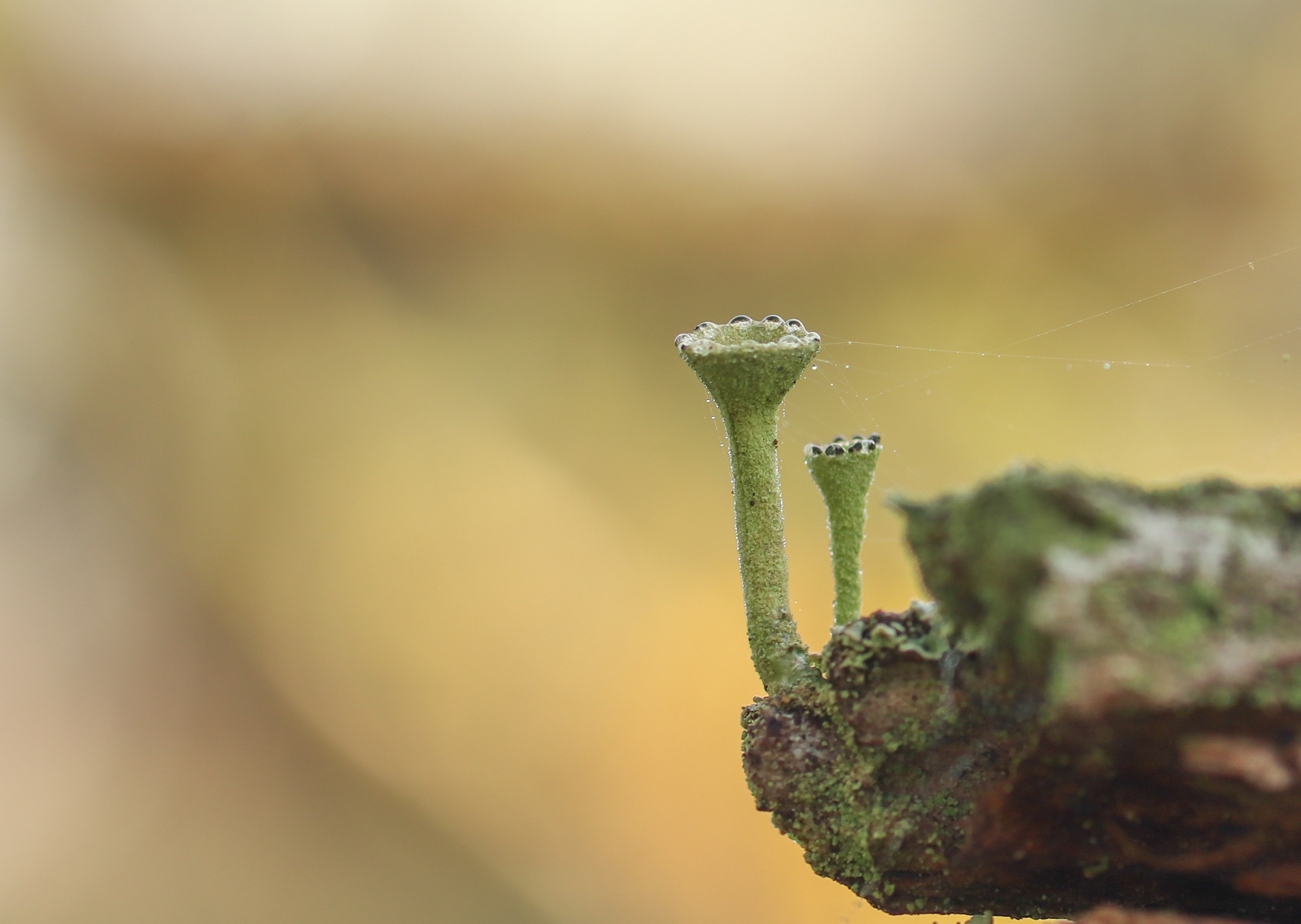
Kopjesbekermos met bekervormige podetiën
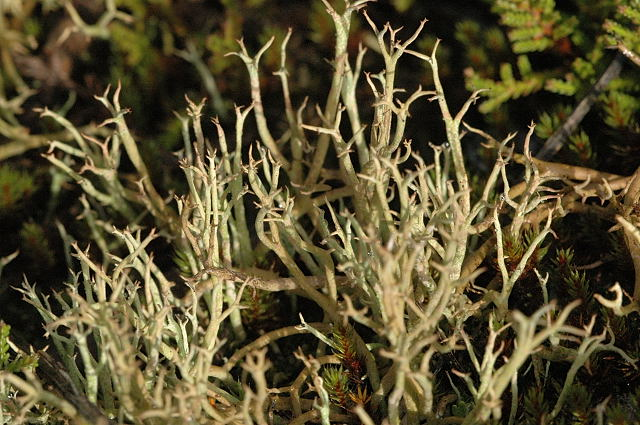
Gevorkt heidestaartje met takvormige podetiën